# Roure de la Guilla
El Roure de la Guilla (Quercus x cerrioides) és un arbre que es troba a Santa Engràcia (Tremp, el Pallars Jussà), el qual és un dels roures cerrioides de més envergadura de tronc de tot Catalunya.

## Dades descriptives
- Perímetre del tronc a 1,30 m: 4,93 m.
- Perímetre de la base del tronc: 8,03 m.
- Alçada: 21,36 m.
- Amplada de la capçada: 18,74 m.
- Altitud sobre el nivell del mar: 872 m.[1]

## Entorn
S'emplaça en un prat de secà de muntanya mitjana amb xicoira, dent de lleó, plantatge, rogeta i diversos cards en l'estrat herbaci; aranyoner, gavarrera, boix i esbarzer en l'arbustiu, i arç blanc i carrasca, pel que fa a arbres. Quant a animals, es poden observar dues menes de còrvids: el gaig i la gralla.

## Aspecte general
Manifesta un atac generalitzat de banyarriquer d'origen força antic, l'acció agressiva i continuada del qual ha malmès força l'aspecte global del port del roure, sobretot a l'escorça, al tronc i al brancatge. La caiguda, ja fa força anys, de tres enormes braços (o fraccions d'aquests) és segurament deguda a l'impacte dels insectes esmentats. Tot i la presència tan agressiva d'aquest insecte tan perniciós, aquest roure sembla tindre una forta capacitat de resistència per suportar els embats de l'entomofauna.

## Observacions
Prop de la zona, hi ha plantacions recents de vinya provinents del Penedès i l'Anoia. D'aquest fenomen nou, en són responsables grups d'empresa de vitivinicultors que fugen dels efectes del canvi climàtic, que ha fet avançar de manera molt rellevant la recol·lecció de raïm i ha arribat a influir en la bioquímica del raïm.

## Accés
Si ens dirigim des de Tremp cap a Talarn (carretera C-13), poc després de deixar enrere Talarn, trobarem una carretera que es desvia a mà esquerra i que porta al poblet de Santa Engràcia. És un traçat que s'enfila força amunt i ens permet gaudir d'unes excepcionals panoràmiques, sobretot del pantà de Sant Antoni. Quan hem recorregut aproximadament una desena de quilòmetres, un parell de quilòmetres abans d'arribar a Santa Engràcia, al mateix peu de la carretera, a mà esquerra i envoltat de camps, hi trobem el roure. GPS 31T 0325247 4676407.